# Otto Meltzer

Otto Meltzer (um 1900)

Otto Meltzer (* 12. März 1846 in Lauenstein im Erzgebirge; † 26. Juni 1909 in Dresden) war ein deutscher Historiker und Gymnasiallehrer, der von 1868 bis 1880 an der Dresdner Kreuzschule unterrichtete und von 1880 bis 1909 das dortige Wettiner Gymnasium leitete.

## Leben
Otto Meltzer besuchte von Michaelis 1860 bis Michaelis 1864 das Gymnasium in Freiberg; während dieser Zeit starb sein Vater. Meltzer studierte Klassische Philologie und Geschichte an der Universität Leipzig, wo er sich schon früh mit der karthagischen Geschichte befasste. Aus einer Preisaufgabe der philosophischen Fakultät ging seine Dissertation über Lucius Coelius Antipater hervor, mit der er 1867 zum Dr. phil. promoviert wurde. Anschließend bereitete er sich auf die Lehramtsprüfung in den Fächern Latein, Griechisch und Geschichte vor, die er mit Auszeichnung bestand.
Nach dem Studium trat Meltzer, gerade erst 22 Jahre alt, in den sächsischen Schuldienst ein. Am 22. April 1868 ging er als Probekandidat an die Kreuzschule in Dresden, wo er bereits am 1. Oktober desselben Jahres fest angestellt wurde. Der Rektor Friedrich Hultsch teilte ihm ab Januar 1870 den Geschichtsunterricht in den drei oberen Klassen zu. Zu seinen Schülern zählten sein späterer Kollege Franz Poland und der spätere Archivar Woldemar Lippert. Neben dem Unterricht führte Meltzer seine wissenschaftliche Arbeit fort; sein Forschungsschwerpunkt verlagerte sich dabei zur mittelalterlichen und neuzeitlichen Geschichte. Er veröffentlichte eine Monografie über die Bischofswahlen unter Papst Gregor VII. (1869, 2. Auflage 1876) und mehrere Studien zur sächsischen Schulgeschichte, vor allem der Kreuzschule. Sein Ansehen als Historiker brachte ihm einen Ruf der Universität Budapest auf den Lehrstuhl für Geschichte ein (Ostern 1874), den er jedoch ablehnte. Am 20. Februar 1880 verlieh das sächsische Unterrichtsministerium Meltzer den Professorentitel.
Zu Ostern 1880 wechselte Meltzer als erster Oberlehrer an das Wettiner Gymnasium, das im vorigen Jahr in Dresden gegründet worden war. Es wurde damals nebenamtlich von Friedrich Hultsch geleitet. Meltzer vertrat Hultsch in den Amtsgeschäften, bis er am 1. April 1882 offiziell zum Schulleiter bestellt wurde (ab dem 1. August 1884 mit dem Titel „Rektor“). Während seiner fast 30-jährigen Amtszeit wuchsen Ansehen und Schülerzahl des Gymnasiums stetig. 1905 erhielt Meltzer den Titel „Oberstudienrat“. Er starb nach schwerer Krankheit am 26. Juni 1909 und wurde unter großer öffentlicher Anteilnahme auf dem Trinitatisfriedhof beigesetzt. Sein Nachlass, der vor allem Material zur karthagischen Geschichte enthält, befindet sich im Hauptstaatsarchiv Dresden.
Meltzers historische Forschungen galten der mittelalterlichen Kirchengeschichte, der sächsischen Bildungsgeschichte der Neuzeit (besonders der Geschichte der Kreuzschule) und der karthagischen Geschichte, die ihn seit seinem Studium beschäftigte. Die karthagische Geschichte stellt aufgrund ihrer Quellenlage ein besonders komplexes Problem dar: Es gibt keine Darstellungen aus karthagischer Sicht, nur die Schriften römischer Historiker. Meltzer zog für seine Geschichte der Karthager darüber hinaus die Erkenntnisse der Archäologie und der Epigraphik heran. Im ersten Band (1879) behandelte er die karthagische Geschichte von ihren Anfängen bis zum dritten karthagisch-römischen Vertrag (306 v. Chr.), im zweiten Band (1896) die Zeit bis zum Ausbruch des Zweiten Punischen Krieges (218 v. Chr.). Den dritten Band bis zur Zerstörung Karthagos (146 v. Chr.) hinterließ Meltzer im Manuskript. Der mit der Herausgabe beauftragte Historiker Ulrich Kahrstedt entschied sich jedoch dafür, den Band völlig neu zu schreiben; er erschien 1913. Meltzers Geschichte der Karthager blieb im 20. Jahrhundert lange in Gebrauch und ist auch heute in vielen Teilen noch nicht überholt. Der Historiker Werner Huß nannte sie in seinem gleichnamigen Werk „[d]ie größte Leistung auf dem Gebiet der karthagischen Geschichtsforschung“.

## Schriften
- De L. Coelio Antipatro belli Punici secundi scriptore. Leipzig 1867 (Dissertation).
- Papst Gregors VII. Gesetzgebung und Bestrebungen in Betreff der Bischofswahlen. Leipzig 1869.
  - 2. Auflage unter dem Titel: Papst Gregor VII. und die Bischofswahlen. Ein Beitrag zur Geschichte des Verhältnisses zwischen Staat und Kirche. Dresden 1876.
- M. Johannes Bohemus, kaiserlich gekrönter Poet, Rector der Kreuzschule zu Dresden, 1639–1676. Leipzig 1875.
- Aus der Bibliothek eines Leipziger Studenten und Docenten im ersten Viertel des 16. Jahrhunderts. Dresden 1878 (Schulprogramm).
- Geschichte der Karthager. Drei Bände, Berlin 1879–1913 (Band 3 von Ulrich Kahrstedt).
- Die Kreuzschule vor zweihundert Jahren. Dresden 1880.
- Mittheilungen über die Bibliothek der Kreuzschule. Dresden 1880 (Schulprogramm).
- De pace a. u. c. 513 inter Romanos Poenosque constituta. Festschrift zur Einweihung des Wettiner Gymnasiums zu Dresden, 17. Oktober 1884. Dresden 1884.
- De belli Punici secundi primodiis adversariorum capita quattuor. Dresden 1885 (Schulprogramm).
- Die Kreuzschule zu Dresden bis zur Einführung der Reformation (1539). Dresden 1886.
- Das Wettiner Gymnasium zu Dresden in den ersten fünfundzwanzig Jahren seines Bestehens. Dresden 1904.
- Lauenstein in meiner Jugendzeit. Lauenstein 1911, urn:nbn:de:bsz:14-db-id18883987798
- Ein Rückblick auf Pirnas Vergangenheit. Pirna 1924 (Abdruck aus dem Pirnaer Anzeiger vom 22. Oktober bis 26. November 1876).